# مجلس الوزراء البحريني 1971
مجلس الوزراء البحريني 1971 أو الحكومة البحرينية الأولى , تشكلت الحكومة في يوم الأحد 15 أغسطس 1971 حيث أصدر صاحب السمو الشيخ عيسى بن سلمان آل خليفة أمير دولة البحرين أنذاك مرسوماً بشأن التنظيم الإداري للدولة وبموجب المرسوم تغير مسمى مجلس الدولة إلى مجلس الوزراء وتغير مسمى رئيس مجلس الدولة إلى رئيس مجلس الوزراء وتغير مسمى أعضاء مجلس الدولة إلى وزراء وكذالك تغير مسمى الدوائر إلى وزارات وأصبح بذالك سمو الشيخ خليفة بن سلمان آل خليفة رئيساً لمجلس الوزراء ، ويعتبر هاذا المجلس أول مجلس وزراء في تاريخ البحرين ، وأستقالت الحكومة في يوم الثلثاء 11 ديسمبر 1973 بعد أعلان نتائج أنتخابات المجلس الوطني 1973 عملاً بالمادة 33 من الدستور والتي تنص على تشكيل حكومة جديدة بعد الأنتخابات البرلمانية وأصدر صاحب السمو أمير دولة البحرين في نفس اليوم أمر أميري بقبول أستقالة سمو الشيخ خليفة بن سلمان آل خليفة رئيس مجلس الوزراء والوزراء على أن يستمر كل منهم في تصريف العاجل من شؤون منصبه لحين تشكيل الحكومة الجديدة. 

## الأعضاء
| الأسم                          | المنصب                         | تاريخ تولي المنصب |
| ------------------------------ | ------------------------------ | ----------------- |
| الشيخ خليفة بن سلمان آل خليفة  | رئيس مجلس الوزراء              | 15 أغسطس 1971     |
| الشيخ حمد بن عيسى آل خليفة     | وزير الدفاع                    | 15 أغسطس 1971     |
| الشيخ عبدالله بن خالد آل خليفة | وزير البلديات والزراعة         | 15 أغسطس 1971     |
| الشيخ محمد بن مبارك آل خليفة   | وزير الخارجية                  | 15 أغسطس 1971     |
| محمود أحمد العلوي              | وزير المالية والأقتصاد الوطني  | 15 أغسطس 1971     |
| الدكتور علي بن محمد فخرو       | وزير الصحة                     | 15 أغسطس 1971     |
| جواد سالم العريض               | وزير العمل والشؤون الأجتماعية  | 15 أغسطس 1971     |
| يوسف بن أحمد الشيراوي          | وزير التنمية والخدمات الهندسية | 15 أغسطس 1971     |
| محمد جابر الأنصاري             | وزير الإعلام                   | 15 أغسطس 1971     |
| الأستاذ أحمد العمران           | وزير التربية والتعليم          | 15 أغسطس 1971     |
| الشيخ خالد بن محمد آل خليفة    | وزير العدل                     | 15 أغسطس 1971     |